# 5045 Hoyin
5045 Hoyin este un asteroid din centura principală de asteroizi.

## Descriere
5045 Hoyin este un asteroid din centura principală de asteroizi. A fost descoperit pe 29 octombrie 1978 la Observatorul Zijinshan din Nanking. Asteroidul prezintă o orbită caracterizată de o semiaxă mare de 3,13 ua, o excentricitate de 0,19 și o înclinație de 2,6° în raport cu ecliptica.